# Episodi di Squadra Speciale Vienna (undicesima stagione)
L'undicesima stagione della serie televisiva Squadra Speciale Vienna è stata trasmessa in anteprima in Austria dalla ORF tra il 10 novembre 2015 e il 1º novembre 2016.
| nº | Titolo originale      | Titolo italiano | Prima TV Austria  | Prima TV Italia |
| -- | --------------------- | --------------- | ----------------- | --------------- |
| 1  | Heldentod             |                 | 10 novembre 2015  |                 |
| 2  | Briefe einer Toten    |                 | 24 novembre 2015  |                 |
| 3  | Gewissenlos           |                 | 1º dicembre 2015  |                 |
| 4  | Vor aller Augen       |                 | 15 dicembre 2015  |                 |
| 5  | Der Kronzeuge         |                 | 29 dicembre 2015  |                 |
| 6  | Alles wird gut        |                 | 29 dicembre 2015  |                 |
| 7  | Stiller Abgang        |                 | 30 agosto 2016    |                 |
| 8  | Becks Blues           |                 | 30 agosto 2016    |                 |
| 9  | Der dritte Mann       |                 | 6 settembre 2016  |                 |
| 10 | Fehlzündung           |                 | 13 settembre 2016 |                 |
| 11 | Pratermelodie         |                 | 20 settembre 2016 |                 |
| 12 | Scheinheilig          |                 | 27 settembre 2016 |                 |
| 13 | Der Preis der Macht   |                 | 18 ottobre 2016   |                 |
| 14 | Die verlorenen Kinder |                 | 25 ottobre 2016   |                 |
| 15 | Ein ganz normaler Tag |                 | 8 novembre 2016   |                 |
| 16 | Wir sind viele        |                 | 1º novembre 2016  |                 |